# Malvastrum scoparioides
Malvastrum scoparioides là một loài thực vật có hoa trong họ Cẩm quỳ. Loài này được Ulbr. mô tả khoa học đầu tiên năm 1932.